# The World Is a Thorn
The World Is a Thorn è il quinto album in studio del gruppo musicale metalcore statunitense Demon Hunter, pubblicato nel 2010.

## Tracce
1. Descending Upon Us – 5:30
2. LifeWar – 1:52
3. Collapsing (featuring Björn Strid dei Soilwork) – 3:38
4. This Is the Line – 3:59
5. Driving Nails – 4:06
6. The World Is a Thorn – 2:35
7. Tie This Around Your Neck – 3:29
8. Just Breathe (featuring Christian Älvestam dei Solution .45) – 3:55
9. Shallow Water – 3:44
10. Feel As Though You Could (featuring Dave Peters dei Throwdown) – 3:53
11. Blood In the Tears – 4:49

## Formazione
- Ryan Clark - voce
- Patrick Judge - chitarra, cori
- Ryan Helm - chitarra
- Jonathan Dunn - basso
- Timothy "Yogi" Watts - batteria